# Урозеро (Вологодская область)
Урозеро — деревня в Белозерском районе Вологодской области.
Входит в состав Енинского сельского поселения, с точки зрения административно-территориального деления — в Енинский сельсовет.
Расстояние по автодороге до районного центра Белозерска — 43,5 км, до центра муниципального образования посёлка Лаврово — 0,5 км.
По данным переписи в 2002 году постоянного населения не было.